# Georgiana (Alabama)
Georgiana est une ville du comté de Butler, en Alabama, aux États-Unis,. 
Elle est fondée en 1855 par le révérend Pitt S. Milner, originaire du comté de Pike, en Géorgie, après que le chemin de fer Louisville and Nashville Railroad (L & N) y construise une ligne. Milner ouvre d'abord un bureau de poste qu'il nomme Georgiana, adaptant le prénom de sa fille. Il ouvre un magasin en 1858, puis d'autres magasins, un salon, une scierie à vapeur et un moulin à grains. Plusieurs routes sont construites vers Georgiana à partir des communautés voisines. Le L & N construit un dépôt dans la ville après le passage du premier train en 1859 et les dirigeants de la compagnie ferroviaire exhortent Milner à renommer la ville en Pittsville mais il persiste avec Georgiana. La première école est construite en 1856 et un deuxième moulin à grains implanté en 1867. L'activité économique principale de la ville est l'industrie du coton. En 1868, la ville érige un grand bâtiment scolaire et le nomme Académie Georgiana. Georgiana est incorporée en 1869.

## Démographie
| 1880 | 1890 | 1900 | 1910 | 1920  | 1930  | 1940  | 1950  |
| ---- | ---- | ---- | ---- | ----- | ----- | ----- | ----- |
| 277  | 456  | 567  | 999  | 1 550 | 1 480 | 1 627 | 1 596 |

| 1960  | 1970  | 1980  | 1990  | 2000  | 2010  | - | - |
| ----- | ----- | ----- | ----- | ----- | ----- | - | - |
| 2 093 | 2 148 | 1 993 | 1 933 | 1 737 | 1 738 | - | - |

## Source de la traduction
- (en) Cet article est partiellement ou en totalité issu de l’article de Wikipédia en anglais intitulé « Georgiana, Alabama » (voir la liste des auteurs).